# Barbaracurus hofereki
Espèce
Barbaracurus hofereki est une espèce de scorpions de la famille des Buthidae.

## Distribution
Cette espèce est endémique de Djibouti. Elle se rencontre dans la région de Tadjourah vers Ditilou.

## Description
La femelle holotype mesure 38,37 mm.

## Systématique et taxinomie
Cette espèce a été décrite par Kovařík en 2024.

## Étymologie
Cette espèce est nommée en l'honneur de David Hoferek.

## Publication originale
- Kovařík, 2024 : « Scorpions of the Horn of Africa (Arachnida, Scorpiones). Part XXXII. Barbaracurus hofereki sp. n. from Djibouti. » Euscorpius, no 387, p. 1-12 (texte intégral).